# Lilla Ragvaldstjärnen
Lilla Ragvaldstjärnen är en sjö i Hedemora kommun i Dalarna och ingår i Dalälvens huvudavrinningsområde.